# Badiza simplex
Badiza simplex är en fjärilsart som beskrevs av Butler 1879. Badiza simplex ingår i släktet Badiza och familjen nattflyn. Inga underarter finns listade i Catalogue of Life.